# Gabriel (Fußballspieler, 1981)
Gabriel Rodrigues dos Santos genannt Gabriel (* 5. Juni 1981 in São Paulo) ist ein ehemaliger brasilianischer Fußballspieler der auf der rechten Abwehrseite spielte.

## Karriere
Gabriel begann seine Profikarriere 2001 beim brasilianischen Traditionsverein FC São Paulo wo für vier Jahre unter Vertrag stand. 2005 wechselte Gilberto zu Fluminense Rio de Janeiro, wo er zwei Titel gewinnen sollte und die für einen Verteidiger überragende Quote von 24 Toren in 65 Spielen vorweisen konnte. Im August des gleichen Jahres wechselte Gabriel erstmals nach Europa zum FC Málaga nach Spanien. Nach Anpassungsproblemen und lediglich 17 Einsätzen kehrte Gabriel nach nur einer Saison in seine Heimat zurück. 2008 wechselte er abermals nach Europa und unterzeichnete beim griechischen Verein Panathinaikos Athen einen Vierjahresvertrag. Der Kontrakt wurde nicht über die volle Laufzeit eingehalten. Im August 2010 wurde er an Grêmio Porto Alegre ausgeliehen, welcher ihn im Juli 2011 fest übernahm.
2013 wechselte Gabriel zu Grêmios Lokalrivalen Internacional Porto Alegre für ein Jahr. Zu Beginn des Jahres 2014 war er  ohne Kontrakt. Erst im August 2015 erhielt er bei den Fort Lauderdale Strikers eine neue Anstellung. Dem Klub blieb er bis März 2017 treu. Sein letzter Wechsel erfolgte dann zu Miami Dade, wo er im selben Jahr seine aktive Laufbahn beendete.

### Nationalmannschaft
Sein Debüt in der brasilianischen Nationalmannschaft gab Gabriel am 27. April 2005 gegen die Auswahl Guatemalas. Dieses blieb sein einziges Länderspiel.

## Erfolge
FC São Paulo
- Torneio Rio-São Paulo: 2001

Fluminense
- Taça Rio: 2005
- Staatsmeisterschaft von Rio de Janeiro: 2005
- Copa do Brasil: 2007

Panathinaikos
- Griechischer Meister: 2010
- Griechischer Pokalsieger: 2010

Miami Dade
- APSL Regular Season Champions: 2017
- APSL Champions: 2017

## Auszeichnungen
- Bester rechter Verteidiger der Brasilianischen Liga: 2005